# Coronatella rectangula
Coronatella rectangula — вид гіллястовусих ракоподібних родини Chydoridae.

## Поширення
Космополітичний вид. Поширений у прісних та солонуватих водоймах у багатьох регіонах світу.

## Опис
Довжина тіла самки 0,25-0,50, самця 0,25-0,30 мм. Раковинка зеленуватого або жовто-коричневого забарвлення з візерунком у вигляді поздовжніх смужок або рядів дрібних горбків. Стулки овальні. Черевний край покритий щетинками. Задній край стулок високий, що становить більше половини найбільшої висоти стулок. Голова низька, не відділена від тулуба. Рострум короткий, спрямований вниз. Передні антени короткі, з чутливими щетинками на задньому краї. Задні антени короткі, з трьома щетинками на верхній гілці, та з п'ятьма — на нижній. Постабдомен короткий або довгий, сильно стислий з боків, озброєний зубчиками або щетинками. Печінкові вирости відсутні. Самці відрізняються тупішим рострумом, відсутністю зубців на постабдомені. Перша пара ніг оснащена гачком. Латеральні пучки відсутні або слабо розвинені.

## Спосіб життя
Рачок веде придонний спосіб життя у прісних та солонуватих водоймах (від невеликих калюж до великих озер). Уникає водойми з кислою реакцією води, активний при підвищеній лужності. Виду характерне чергування статевого розмноження з партеногенетичним.